# محمدو ديسا
محمدو ديسا Mahamadou Dissa (بالفرنسية: Mahamadou Dissa)‏، من مواليد 18 مايو 1979 في كايس في مالي، لاعب كرة قدم مالي.
بدأ مسيرته الكروية مع نادي مركز ساليف كيتا في عام 1997، ولعب معهم حتى عام 2000، وفي عام 2000 انتقل إلى نادي تشأمويس نيورتيس، ولعب معهم حتى عام 2002، وشارك معهم في 57 مباراة وسجل 14 هدف، وفي عام 2002 انتقل إلى نادي غرينوبل، ولعب معهم حتى ديسمبر 2003، وشارك معهم في 24 مباراة وسجل 4 أهداف، وفي يناير 2004 انتقل إلى نادي ستاد بريستيوس ولعب معهم حتى عام 2005، وشارك معهم في 10 مباريات وسجل هدفين، وفي عام 2005 انتقل إلى نادي بيفيرن البلجيكي، ولعب معهم حتى عام 2007، وشارك معهم في 63 مباراة وسجل 15 هدف، ومنذ عام 2007 وهو يلعب مع نادي روسيلار البلجيكي.
هو يلعب مع منتخب مالي لكرة القدم.

## روابط خارجية
- محمدو ديسا على موقع الاتحاد الدولي (مؤرشف)  (الإنجليزية)
- محمدو ديسا على موقع قاعدة بيانات كرة القدم.إي يو (الإنجليزية)
- محمدو ديسا على موقع ليكيب (الفرنسية)
- محمدو ديسا على موقع ناشيونال فوتبول تيمز (الإنجليزية)
- محمدو ديسا على موقع عالم كرة القدم.نت (الإنجليزية)